# Frobisher Lake
Frobisher Lake är en sjö i Kanada.   Den ligger i provinsen Saskatchewan, i den centrala delen av landet, 2 600 km väster om huvudstaden Ottawa. Frobisher Lake ligger 431 meter över havet. Arean är 516 kvadratkilometer. Den ligger vid sjön Churchill Lake.
Trakten runt Frobisher Lake är nära nog obefolkad, med mindre än två invånare per kvadratkilometer.